# Andrène à palpes courts
Andrena brevipalpis
Espèce
L'Andrène à palpes courts (Andrena brevipalpis) est une espèce d'andrènes de la famille des Andrenidae. Cette espèce est présente en Amérique du Nord,,.